# Saint-Lizier-du-Planté
Saint-Lizier-du-Planté is een gemeente in het Franse departement Gers (regio Occitanie) en telt 110 inwoners (2004). De plaats maakt deel uit van het arrondissement Auch.

## Geografie
De oppervlakte van Saint-Lizier-du-Planté bedraagt 10,9 km², de bevolkingsdichtheid is 10,1 inwoners per km².

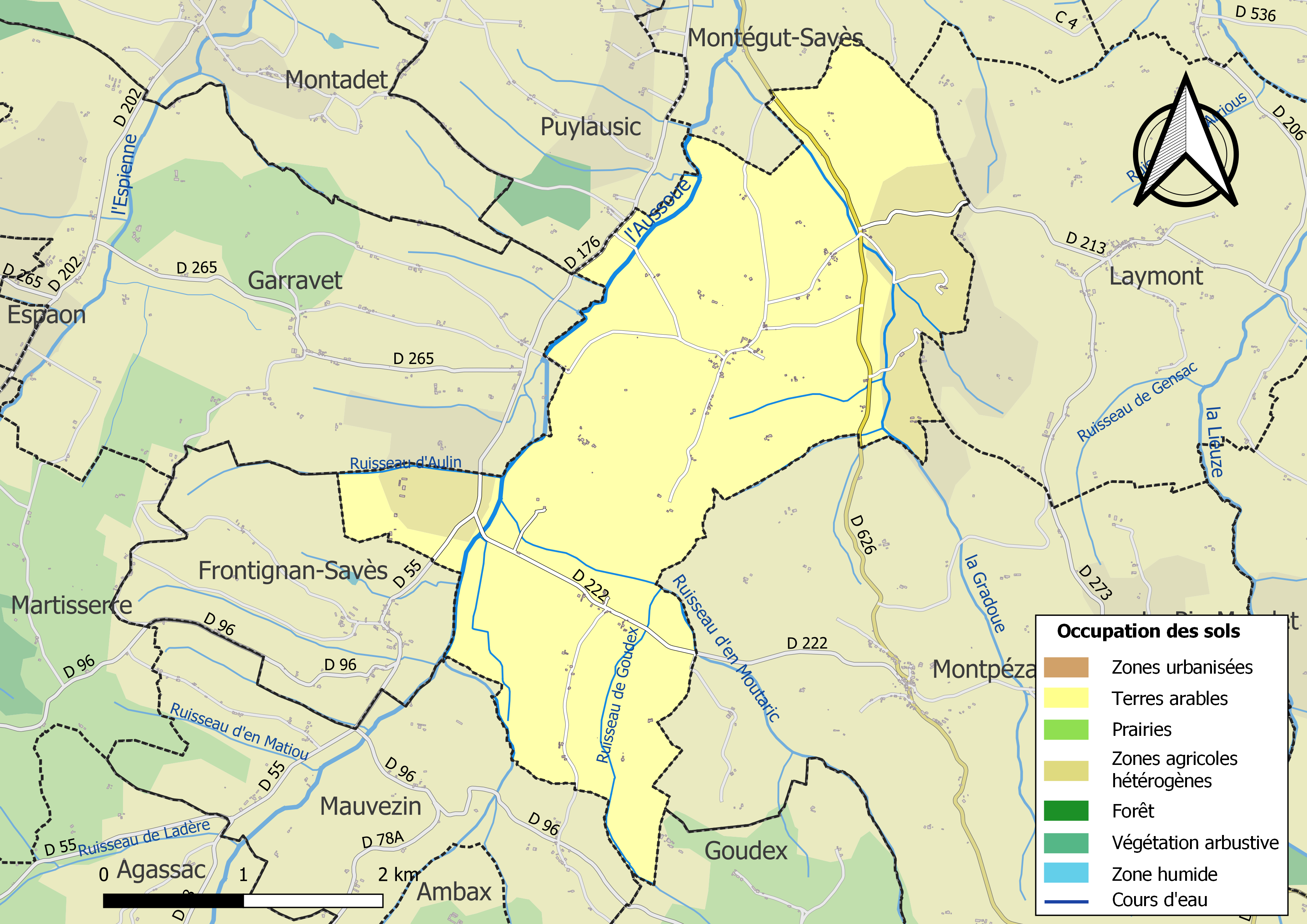
Kaart van de gemeente met belangrijkste infrastructuur, bodemgebruik en omliggende gemeenten

## Demografie
Onderstaande figuur toont het verloop van het inwonertal (bron: INSEE-tellingen).